# Мефисто-вальсы
Мефисто-вальсы (нем. Mephisto-Walzer) — четыре вальса, сочинённые Ференцем Листом в 1859―1862, 1880―1881, 1883 и 1885 годах соответственно. Вальсы №№ 1 и 2 изначально были написаны для оркестра и только затем переложены для фортепиано, тогда как №№ 3 и 4 были сразу написаны для фортепиано. Из этих вальсов самым популярным и часто исполняемым является № 1.

## Вальс № 1
Имеет название «Der Tanz in der Dorfschenke: Erster Mephisto-Walzer» («Танец в деревенском кабаке: Первый Мефисто-вальс») и является типичным образцом программной музыки: за основу пьесы взят эпизод из стихотворной драмы Николауса Ленау «Фауст», созданной в 1836 году. В печатной партитуре произведения присутствует следующая программная заметка, которую Лист взял у Ленау:
В деревенском кабачке идёт свадебный пир с музыкой, танцами, кутежами. Мефистофель и Фауст проходят мимо, и Мефистофель уговаривает Фауста войти и принять участие в празднестве. Мефистофель выхватывает скрипку из рук вялого скрипача и извлекает из неё неописуемо соблазнительные и опьяняющие звуки. Влюбчивый Фауст кружится с деревенской красавицей в диком танце; они безумно вальсируют и уходят в лес. Звуки скрипки становятся всё тише и тише, и в лесу соловей напевает свою любовную песню.
Этот вальс является вторым из двух коротких произведений, написанных Листом на основе сюжета «Фауста» Ленау. Предыдущее произведение ― «Полуночное шествие» (нем. Der nächtliche Zug) ― не приобрело большую популярность и сейчас исполняется редко.
Вальс существует в трёх версиях: оркестровая (S.110/2), для фортепианного дуэта (S.599/2) и для фортепиано соло (S.514). Переложение для фортепианного дуэта представляет собой простую транскрипцию оркестровой версии, а аранжировку для фортепиано соло можно считать самостоятельной композицией; Лист посвятил её Карлу Таузигу, одному из своих любимых учеников.

## Вальс № 2
Второй Мефисто-вальс был написан примерно через 20 лет после первого. Его сочинение происходило в период между концом 1880 и началом 1881 года. Лист сначала написал оркестровую версию произведения (S.111), а затем переложил её для фортепиано соло (S.515) и для фортепиано в четыре руки (S.600). Премьера оркестрового варианта вальса состоялась в Будапеште в 1881 году. После этого исполнения Лист немного расширил произведение и радикально изменил его концовку. Вальс посвящён композитору Камилю Сен-Сансу.
С точки зрения гармонии второй вальс предвосхищает творчество таких композиторов, как Скрябин, Бузони и Барток. Лист начинает и заканчивает произведение неразрешающимся тритоном ― «дьявольским интервалом». Вальс звучит в тональности ми-бемоль мажор до тех пор, пока не появляется тритон (си ― фа), разрушающий кульминацию сочинения.

## Вальс № 3
В сочиненном в 1883 году третьем вальсе (S.216) гармонический язык развивается ещё дальше. Аккорд, на котором основано большинство пассажей в пьесе, по словам музыковеда Алана Уокера, «трудно объяснить с точки зрения традиционной гармонии». Хамфри Серл в своей книге «Музыка Листа» считает это произведение одним из лучших достижений Листа в области композиции.
Вальс изначально не был посвящён кому-либо. После того, как французская пианистка Мари Жаэль сыграла произведение для композитора, он внёс в пьесу значительные изменения и посвятил её Жаэль. Камиль Сен-Санс, который был одним из учителей Жаэль в Парижской консерватории, так прокомментировал её интерпретацию произведений Листа: «Только один человек в мире [помимо Листа] может играть Листа ― это Мари Жаэль».

## Вальс № 4
Четвёртый Мефисто-вальс (S.696) остался незавершённым и не публиковался до 1955 года. Композитор работал над произведением в 1885 году. В то время как большая часть вальса звучит в ре мажоре, композиция начинается и заканчивается в до-диез миноре. Некоторые критики не считают этот вальс таким оригинальным, как его предшественники, но предполагают, что если бы Лист завершил произведение, он бы внёс в него значительные улучшения.